# José Semedo (Fußballspieler, 1965)
José Orlando Vinha Rocha Semedo (* 5. März 1965 in Ovar) ist ein ehemaliger portugiesischer Fußballspieler. Der Mittelfeldspieler war portugiesischer Nationalspieler.
Er spielte von 1983 bis 1996 für den FC Porto. Mit dem Klub wurde er 1985, 1986, 1988, 1990, 1992, 1993, 1995 und 1996 Portugiesischer Meister. Den Pokal gewann er 1984, 1988, 1991 und 1994. Außerdem gewann Porto 1987 den Europapokal der Landesmeister mit 2:1 gegen FC Bayern München und den Weltpokal, allerdings wurde Semedo dort nicht eingesetzt. Im April 1996 wurde er wegen Dopings mit Anabolika gesperrt. Von 1996 bis 1999 stand er beim SC Salgueiros unter Vertrag und beendete dann seine Laufbahn.
Semedo wurde zwischen 1989 und 1995 insgesamt 21 Mal in die portugiesische Nationalmannschaft berufen und schoss zwei Tore.